# باتوژ
باتوژ (به لهستانی:  Batorz) یک روستا در لهستان است که در گمینا باتوژ واقع شده‌است. باتوژ ۹۸۲ نفر جمعیت دارد.